# Suprema Corte do Japão
A Suprema Corte ou Supremo Tribunal do Japão (最高 裁判 所, Saikō-Saibansho, abreviado como 最高 裁 Saikō-Sai), localizada em Hayabusachō, Chiyoda, Tóquio, é a mais alta corte do Japão. Ela tem autoridade judicial final para interpretar a constituição japonesa e decidir questões de legislação nacional. Tem o poder de revisão judicial, o que lhe permite determinar a constitucionalidade de qualquer lei ou ato oficial.

## História
A Suprema Corte moderna foi estabelecida no artigo 81 da Constituição do Japão em 1947. Houve algum debate entre os membros dos escritórios jurídicos do Comando Supremo das Forças Aliadas que redigiram a constituição, e na reunião da Dieta Imperial de 1946, sobre a extensão do poder do judiciário, mas foi ofuscado por outras questões importantes sobre a soberania popular, o papel do imperador, e a renúncia à guerra. Embora a redação ratificada no artigo 81 afirme que o tribunal possui o poder de revisão judicial, uma parte da história inicial do tribunal envolveu o esclarecimento da extensão desse poder. Em 1948, o tribunal declarou que a constituição pretendia estabelecer o tipo de revisão judicial praticada nos Estados Unidos. Em 1952, o poder foi esclarecido para se aplicar apenas em casos com um caso concreto.
Nas décadas de 1960 e 1970, a Suprema Corte passou por uma "crise judicial" entre juízes mais velhos e juízes liberais geralmente mais jovens. Por exemplo, houve controvérsia quando alguns juízes em tribunais inferiores foram vistos como frustrantes da implementação de decretos que limitariam as manifestações antigovernamentais. Em 1971, a Suprema Corte deliberadamente não reconduziu o juiz assistente Yasauaki Miyamoto, que participava de uma organização jurídica associada a tendências ideológicas de esquerda. Este "Caso Miyamoto" resultou em cobertura significativa da mídia e protestos de outros juízes. Desde então, nenhum juiz deixou de ser nomeado novamente. Em última análise, o tribunal foi reformulado durante os anos 1960 e 1970 para se tornar mais conservador, com mais representação entre os juízes que eram funcionários públicos vitalícios, o que resultou em decisões que tendiam a limitar a liberdade de expressão e manifestação pública.

## Poderes e responsabilidades
O artigo 81 da Constituição do Japão define a Suprema Corte como um tribunal de último recurso e permite que ela conduza uma revisão judicial por meio do "poder de determinar a constitucionalidade de qualquer lei, ordem, regulamento ou ato oficial". Em sua primeira função como um tribunal de última instância, o Supremo Tribunal ouve processos civis, administrativos e criminais apelados de tribunais inferiores. Esta responsabilidade e a incapacidade de aplicar discrição nas apelações que ouvir resultam em apelações civis e criminais sendo uma maioria significativa de seu número de casos. Em sua segunda função, a Suprema Corte pode exercer seu poder de revisão judicial quando uma disputa legal concreta envolvendo uma violação ou interpretação errônea da constituição é apelada.
A Suprema Corte também administra a operação, o orçamento e o pessoal de todos os tribunais do Japão. As decisões são tomadas por uma Conferência regular dos juízes no Supremo Tribunal e implementadas pelo Bureau de Administração do Supremo Tribunal. O presidente da Suprema Corte, por meio da Secretaria-Geral, também tem amplo controle sobre o pessoal judiciário, incluindo juízes. Isso inclui a capacidade de determinar os cargos de juízes, o que tem um impacto significativo em suas carreiras e oportunidades de promoção. O Supremo Tribunal também supervisiona o Instituto de Pesquisa e Treinamento Jurídico, do qual os profissionais jurídicos em potencial que passaram no Exame Nacional da Ordem devem comparecer para receber treinamento prático.